# Sesieutes thakek
Sesieutes thakek är en spindelart som beskrevs av Jäger 2007. Sesieutes thakek ingår i släktet Sesieutes och familjen månspindlar.
Artens utbredningsområde är Laos. Inga underarter finns listade i Catalogue of Life.